# Jimmy Greaves
James Peter „Jimmy“ Greaves (* 20. Februar 1940 in East Ham, Essex; † 19. September 2021 in Danbury, Essex) war ein englischer Fußballspieler. Er ist mit 357 Treffern in 516 Spielen für Tottenham Hotspur, mit denen er zweimal den FA Cup und einmal den Europapokalsieger der Pokalsieger gewann, den FC Chelsea und West Ham United Rekordtorschütze der englischen Erstligageschichte und wurde 1966 mit der englischen Nationalmannschaft Weltmeister. Später arbeitete er als Fußballexperte für das englische Fernsehen.

## Spielerlaufbahn

### Vereinskarriere
Greaves erzielte bereits in seinem ersten Spiel im Jahr 1957 für den FC Chelsea einen Treffer. Er beendete die Jahre 1959 und 1961 als bester Torschütze der Saison in der ersten Liga, wobei die 41 Tore in der Spielzeit 1960/61 den Vereinsrekord in Chelsea darstellen.
Er war im Jahr 1960 im Alter von 20 Jahren und 290 Tagen der jüngste Spieler aller Zeiten, der 100 Tore schießen konnte (und mit 23, im gleichen Alter wie Dixie Dean, erzielte er seinen 200. Treffer).
1961 wurde er für 80.000 Pfund (entspricht 2025 ca. 1.890.000 Euro), zum italienischen Verein AC Mailand transferiert. Für einen Dreijahresvertrag erhielt er dort ein Handgeld von 15.000 Pfund (entspricht 2025 ca. 360.000 Euro; in anderen Quellen wird von 10.000 Pfund berichtet) und eine wöchentliches Gehalt von 140 Pfund (entspricht 2025 ca. 3.320 Euro). Greaves bereute seinen Abgang nach Italien bereits vor seinem Eintreffen in Mailand und verkündete auf einem Flug zu einem Länderspiel gegen Österreich in Wien Ende Mai, wo er den englischen Treffer bei einer 1:3-Niederlage erzielte, dass er nicht für Mailand spielen würde. Auch Chelsea war reuig und gab ein Rückkaufsangebot von 95.000 Pfund ab. Am 7. Juni gab er dennoch bei einem Privatspiel vor 50.000 Zusehern im San-Siro-Stadion gegen die Weltklassemannschaft von Botafogo FR aus Rio de Janeiro seinen Einstand für die Italiener und erzielte dabei das Tor zum 2:2-Endstand. Auch bei seinem ersten Spiel in der Serie A drei Wochen später gegen Lanerossi Vicenza traf er. In weiteren neun Ligaspielen kam er auf acht weitere Tore für die Mannschaft um Stars wie Gianni Rivera, José Altafini, Cesare Maldini und Giovanni Trapattoni, davon drei per Elfmeter. Dennoch verließ er den Verein nach dem elften Spieltag am 29. Oktober nach einer 2:5-Niederlage bei der AC Florenz, wo er beide Tore für Milan erzielte. Er war zu diesem Zeitpunkt beim Trainer Nereo Rocco in Ungnade gefallen, für den er nicht ernsthaft genug war. Die AC Mailand, die nach dem vierten Spieltag noch Erster war, lag zu diesem Zeitpunkt fünf Punkte hinter dem Tabellenführer auf Platz sieben. Am Saisonende landeten die Mailänder, die den Brasilianer Dino Sani als Ersatz für Greaves anheuerten, mit fünf Punkten Vorsprung auf den Lokalrivalen Inter auf Platz eins.
Nach seinem Ende bei Milan wurde er von Manager Bill Nicholson für 99.999 Pfund (entspricht 2025 ca. 2.370.000 Euro) zu Tottenham Hotspur geholt. Der Grund für diese ungewöhnliche Ablöse war dabei, dass Greaves der Druck des ersten „100.000-Pfund-Spielers“ genommen werden sollte.
| Erstligatore in England | Erstligatore in England | Erstligatore in England | Erstligatore in England |
| Spieler                 | Tore                    | Spiele                  | Tore/Spiel              |
| ----------------------- | ----------------------- | ----------------------- | ----------------------- |
| Jimmy Greaves           | 357                     | 516                     | 0,69                    |
| Steve Bloomer           | 314                     | 535                     | 0,59                    |
| Dixie Dean              | 310                     | 362                     | 0,86                    |
| Gordon Hodgson          | 287                     | 455                     | 0,63                    |
| Alan Shearer            | 283                     | 559                     | 0,51                    |

Bei seinem Einstand in Nord-London am 16. Dezember steuerte er drei Tore zu einem 5:2 gegen den FC Blackpool bei. Bis zum Saisonende erzielte er für die Mannschaft um Kapitän Danny Blanchflower 18 weitere Tore und wurde Dritter in der Liga. Saisonhöhepunkt war aber der 3:1-Sieg im Finale des FA Cup im Mai 1962, wo er den ersten Treffer für die Spurs markierte. Im Europapokal der Pokalsieger 1962/63 drang Tottenham bis ins Finale vor, wo Greaves in Rotterdam beim 5:1-Sieg über Atlético Madrid den Torreigen eröffnete und auch den vierten Treffer der Londoner erzielte. Das war der erste europäische Titel für einen britischen Verein. 1967 kam er mit Tottenham zu einem weiteren Gewinn des FA Cup. Die Mannschaft um Torwartlegende Pat Jennings, Alan Mullery und Terry Venables siegte hier im Finale mit 2:1 gegen Chelsea. Greaves spielte bis 1970 für die Spurs und erzielte in 379 Spielen 266 Tore (darunter 220 in der First Division), was Vereinsrekord bedeutete, ehe er nach mehr als 50 Jahren von Harry Kane abgelöst wurde. Er schloss die Spielzeiten 1963, 1964, 1965 und 1969 als bester Torschütze der Liga ab. Sein Rekord, in sechs Spielzeiten Toptorschütze der Liga zu sein, ist bis heute ungebrochen.
Im Jahr 1970 wechselte er zu West Ham United und traf erneut im ersten Spiel, wie für jedes andere Team, bei dem er debütierte (einschließlich der Nationalmannschaft und der U23-Nachwuchsmannschaft), und erzielte gegen Manchester City am 21. März zwei Treffer. Zwei Monate später belegte er in der London-to-Mexico World Cup Rally mit seinem Beifahrer Tony Fall den sechsten Platz. Er zog sich im Alter von 31 Jahren nach 516 Ligaspielen und 357 Toren vom Fußballsport zurück.
Greaves startete mit 38 Jahren ein Comeback, als er in der Southern League für den FC Barnet als Mittelfeldspieler 25 Tore erzielte und dort zum Spieler der Saison gewählt wurde.

### Karriere in der Nationalmannschaft
| Länderspieltore für England               | Länderspieltore für England | Länderspieltore für England | Länderspieltore für England |
| Spieler                                   | Tore                        | Spiele                      | Tore/Spiel                  |
| ----------------------------------------- | --------------------------- | --------------------------- | --------------------------- |
| Wayne Rooney                              | 53                          | 120                         | 0,44                        |
| Bobby Charlton                            | 49                          | 106                         | 0,46                        |
| Gary Lineker                              | 48                          | 80                          | 0,60                        |
| Jimmy Greaves                             | 44                          | 57                          | 0,77                        |
| Harry Kane*                               | 41                          | 64                          | 0,64                        |
| * Harry Kane noch aktiv; Stand 22.09.2021 |                             |                             |                             |

Greaves spielte im Jahr 1959 erstmals für die englische Fußballnationalmannschaft und kam in der Folgezeit auf insgesamt 57 Länderspiele, in denen er 44 Tore schoss. Dabei erzielte er zwar fünf Treffer weniger als Bobby Charlton, wobei seine Quote von Treffern pro Spiel jedoch deutlich höher lag. Er ist mit Stand Oktober 2019 hinter Wayne Rooney, Charlton und Gary Lineker der viertbeste Torschütze Englands. Am 23. November 1960 erzielte er beim 5:1 gegen Wales in der 2. Minute das 1000. Länderspieltor für England. Bei der WM 1962 bestritt Greaves alle drei Vorrundenspiele und das Viertelfinale, ein 1:3 gegen Brasilien. Im Vorrundenspiel gegen Argentinien erzielte er beim 3:1-Sieg das 3:0. Insgesamt vermochte er bei diesem Turnier aber nicht zu überzeugen. 
Greaves war zu Beginn der WM 1966 in England gesetzt. Er wurde im dritten Gruppenspiel Spiel gegen Frankreich durch einen Gegenspieler am Bein verletzt – die Wunde musste mit 14 Stichen genäht werden – und musste für das kommende Spiel ausgetauscht werden. Sein Ersatz Geoff Hurst erzielte im Viertelfinale gegen Argentinien den entscheidenden Treffer und behielt seinen Platz bis zum Finale, wo er gegen Deutschland drei Tore zum Titelgewinn erzielte.

## Karriere nach der aktiven Laufbahn

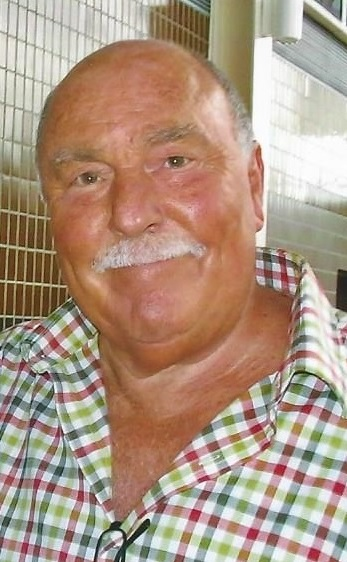
Jimmy Greaves (2007)

Zur Mitte der 1970er Jahre bekämpfte Greaves sein Alkohol-Problem und besiegte die Krankheit im Jahr 1978. Er wurde Moderator im Fernsehen, wo seine Partnerschaft mit Ian St. John in der samstag-nachmittäglichen Fußballshow Saint & Greavsie sehr populär war.
Greaves arbeitete zudem regelmäßig als Fernsehkritiker für die Frühstücksfernsehsendung TV-am und war zudem bei der Sportquiz-Sendung von ITV mit dem Namen Sporting Triangles genauso präsent wie als Co-Gastgeber in der Kindersendung The Saturday Show, die am Samstagmorgen stattfand. Er hatte für eine kurze Zeit seine eigene Talkshow und schrieb mehrjährig eine Kolumne für die Boulevardzeitung The Sun. Im Jahr 2003 veröffentlichte er mit Greavsie seine Autobiografie.
Er heiratete 1958 und hatte fünf Kinder. Sein Sohn Danny Greaves spielte in den 1980er Jahren professionellen Fußball bei Southend United in der dritten Liga.
Am 3. Mai 2015 erlitt Greaves einen schweren Schlaganfall und wurde auf eine Intensivstation gebracht.
Greaves starb im September 2021 im Alter von 81 Jahren.

## Trivia
Während der Viertelfinalbegegnung bei der WM 1962 gegen Brasilien in Chile rannte ein streunender Hund auf das Spielfeld und wich allen Spielern aus, die versuchten ihn einzufangen, bis ihn Greaves auf allen vieren anlockte. Während er ihn einfing, urinierte der Hund auf Greaves’ Trikot, was den brasilianischen Spieler Garrincha derart amüsierte, dass er den Hund als sein Haustier aufnahm.
Auf einem bekannten Foto vom Endspiel der Weltmeisterschaft 1966 sieht man den Jubel auf der englischen Bank im Moment des Schlusspfiffs und Jimmy Greaves mit Anzug und Krawatte sowie einem erstaunten Gesichtsausdruck angesichts der Geschehnisse. Greaves hat immer wieder betont, dass er nichts als Freude über den Gewinn der Weltmeisterschaft empfunden und genauso wie alle anderen Spieler, die nicht zum Einsatz gekommen waren, gefeiert hat. Er stellte auch immer wieder klar, dass er keinen Anspruch für sich sah, den angestammten Platz im Finale zurückzufordern, als er wieder gesund war.
Seine Medaille für den Gewinn der Weltmeisterschaft 1966 bekam er, wie andere Spieler die nicht in der Finalaufstellung waren, erst 2009 nach einer öffentlichen Kampagne. Er verkaufte sie 2015 für 44.000 Pfund um medizinische Kosten abzudecken.

## Erfolge
- Fußball-Weltmeister: 1966
- Meister von Italien: 1962
- Europapokalsieger der Pokalsieger: 1963
- FA-Cup-Sieger: 1962, 1967
- Torschützenkönig in der First Division: 1959, 1961, 1963, 1964, 1965, 1969